# Superorde
Een superorde is een taxonomische rang of een taxon in die rang. Een superorde is een lagere rang dan een klasse maar een rang hoger dan een orde.